# Стани, сузо, издајице
Стани, сузо, издајице је четврти студијски албум Чеде Марковића. Објављен је 2008. године за ПГП РТС. На албуму је двадесет песама, од чега осам нових и дванаест бонус песама, међу којима је и песма И да се врате године младе, са којом је 2006. године тријумфовао на фестивалу Златиборска песма.

## Песме на албуму
| Бр. | Песма                       | Музика             | Текст             | Аранжман           |
| --- | --------------------------- | ------------------ | ----------------- | ------------------ |
| 1.  | Стани, сузо, издајице       | Раде Радивојевић   | Раде Радивојевић  | Раде Радивојевић   |
| 2.  | Другови моји, другови       | Миша Мијатовић     | Браћа Лазовић     | Бобан Продановић   |
| 3.  | Жал из младости             | Раде Радивојевић   | Раде Радивојевић  | Раде Радивојевић   |
| 4.  | Ако ме некад пожелиш        | Миша Мијатовић     | Весна Петковић    | Бобан Продановић   |
| 5.  | Опрости ми, голубице тужна  | Драган Александрић | Младен Р. Вуковић | Бобан Продановић   |
| 6.  | Идем путем, шубара ме квари | народна            | народни           | Бобан Продановић   |
| 7.  | Крчмарица                   | Здравко Ђурановић  | Здравко Ђурановић | Раде Радивојевић   |
| 8.  | Поведи ме                   | Здравко Ђурановић  | Здравко Ђурановић | Раде Радивојевић   |
| 9.  | И да се врате године младе  | Драган Александрић | Младен Р. Вуковић | Драган Александрић |
| 10. | Не точите младо вино        | Драган Александрић | Младен Р. Вуковић | Драган Александрић |
| 11. | Милкано, дадо мори          | народна            | народни           | Љубиша Павковић    |
| 12. | Удаде се Јагодо             | народна            | народни           | Бранимир Ђокић     |
| 13. | Петлови појев               | народна            | народни           | Љубиша Павковић    |
| 14. | Зададе се црни облак        | народна            | народни           | Бранимир Ђокић     |
| 15. | Ах, мој доро                | народна            | народни           | Бранимир Ђокић     |
| 16. | Пуче пушка                  | народна            | народни           | Љубиша Павковић    |
| 17. | Девет година минаше         | народна            | народни           | Бранимир Ђокић     |
| 18. | Маријо, бела кумријо        | народна            | народни           | Љубиша Павковић    |
| 19. | Зајди, зајди                | народна            | народни           | Љубиша Павковић    |
| 20. | Има један бећар стари       | Славко Митровић    | Славко Митровић   | Славко Митровић    |

## Информације о албуму
Песме 1,3,7,8:
- Продуцент: Раде Радивојевић
- Снимак и микс: Студио Dream House, јануара 2008. године
- Програминг и сниматељ: Лазар Милић
- Микс и постпродукција: Раде Радивојевић и Лазар Милић
- Мастеринг за песме 1 и 3: Огњан Радивојевић
- Хармонике: Миша Мијатовић
- Клавијатуре: Раде Радивојевић
- Гитаре, бузуки: Пера Трумбеташ
- Соло гитара: Иван Божић
- Кларинет: Ивица Мит
- Дувачки оркестар Ненада Младеновића
- Пратећи вокали: Данка Стојиљковић и Мушки хор "Јужњаци"

Песме 2,4,5,6:
- Продуцент: Миша Мијатовић
- Снимак и микс: Студио Orange, јануара 2008.
- Тон мајстор, микс и постпродукција: Боба Наранџић
- Програминг: Бобан Продановић
- Хармонике: Миша Мијатовић и Бобан Продановић
- Клавијатуре, бас и гитаре: Бобан Продановић
- Виолине: Марко Лазовић
- Пратећи вокали: Мики Гајић